# Aphaniotis fusca
Aphaniotis fusca är en ödleart som beskrevs av  Peters 1864. Aphaniotis fusca ingår i släktet Aphaniotis och familjen agamer. IUCN kategoriserar arten globalt som livskraftig. Inga underarter finns listade i Catalogue of Life.

## Bildgalleri

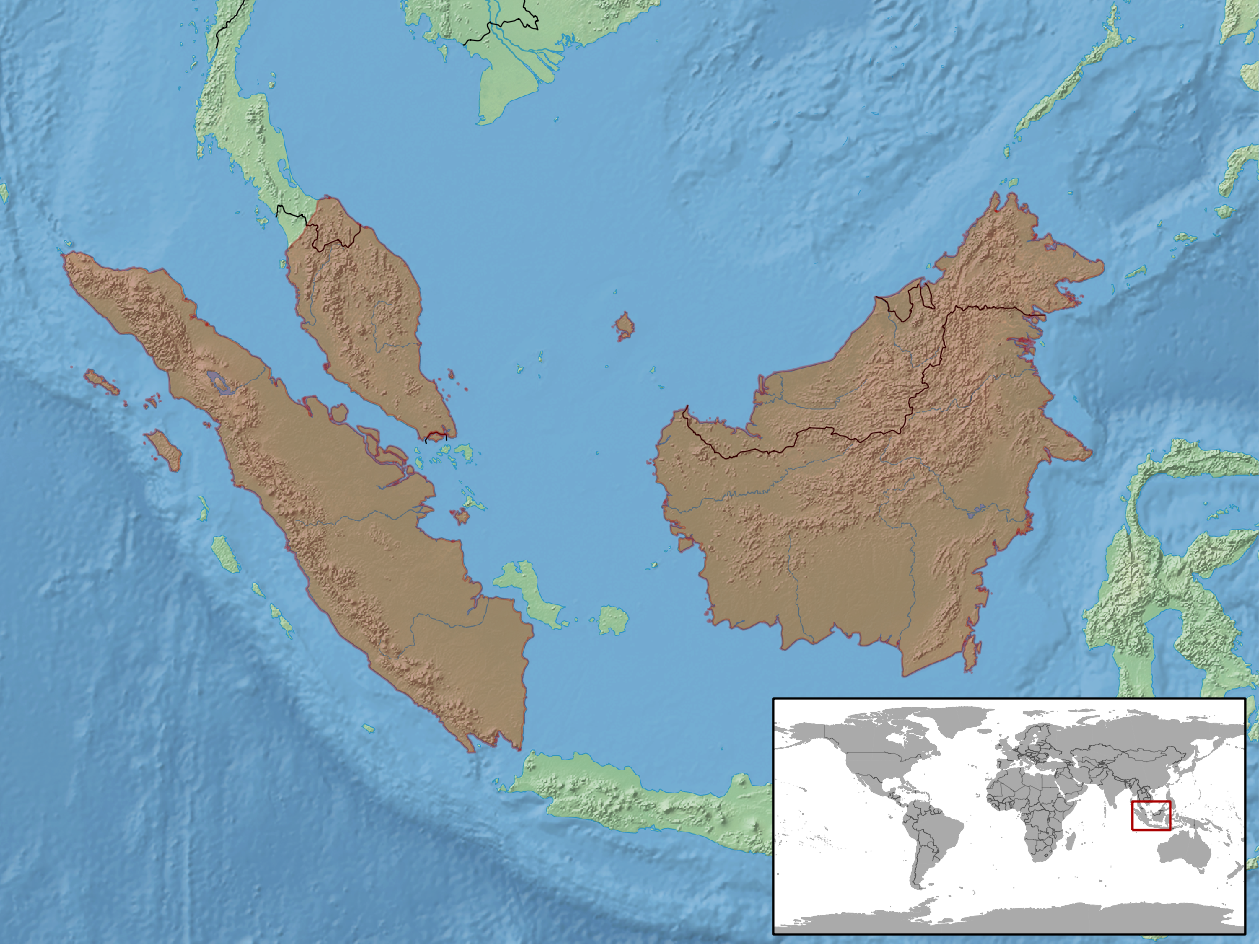